# Espachteich
Der Espachteich ist ein kleines Stillgewässer in der thüringischen Landeshauptstadt Erfurt.
Der Espachteich liegt inmitten locker bebauten Stadtgeländes zwischen der Espachstraße im Nordnordwesten und dem Walkstrom im Südsüdosten, aus dem er über ein Zulaufbauwerk sein Wasser erhält. Sein abwärtiges Ende grenzt an die Straße des Friedens am Nordostende, wo das Wasser über einen Schacht wieder abfließt. Das Ufer ist von Bäumen gesäumt.